# Gasparo López

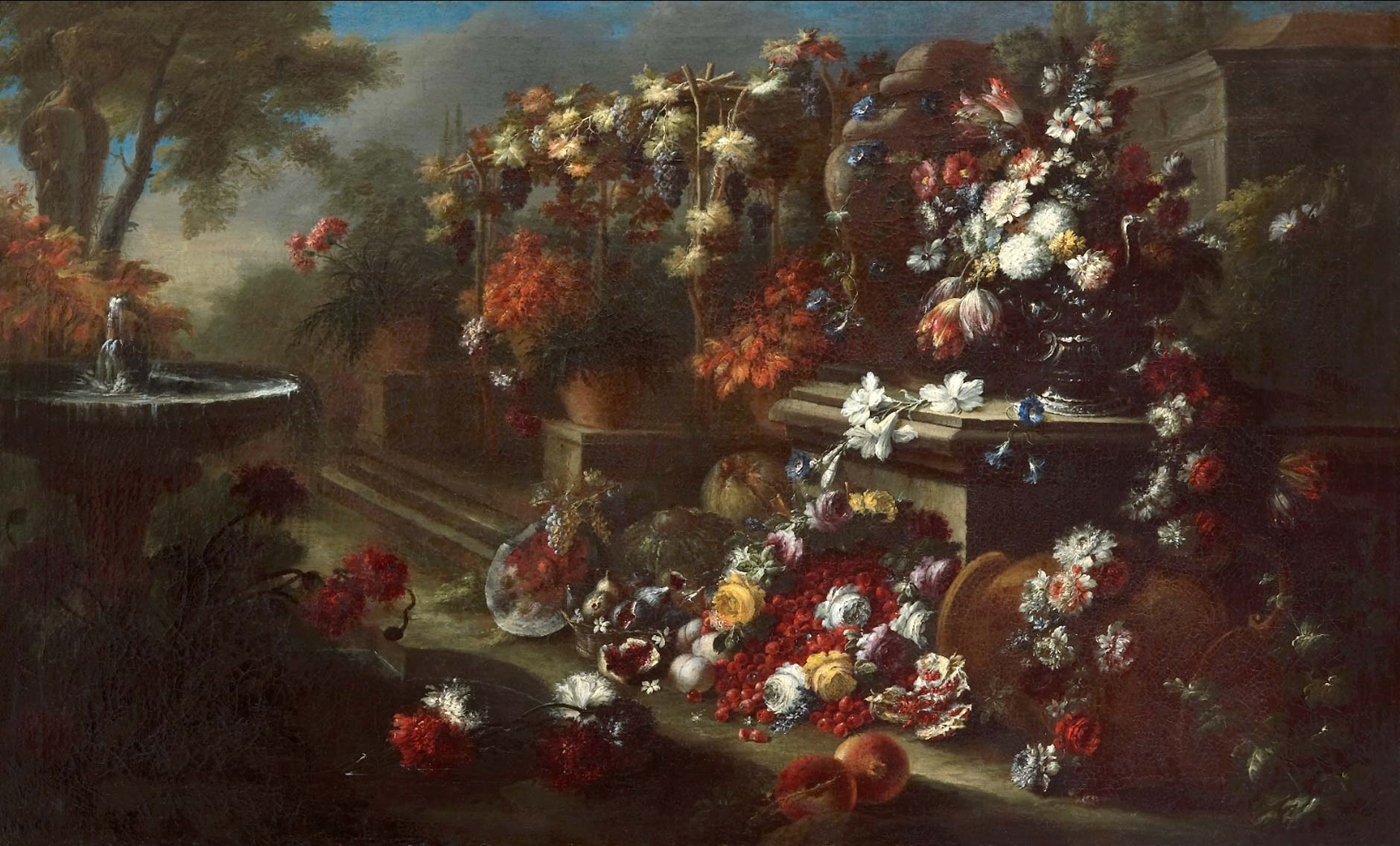
Bodegón con flores y frutas, óleo sobre lienzo, 74,5 x 125,8 cm, Madrid, colección privada.

Gasparo López o  Lopes  (Nápoles, c. 1650/1677- Florencia, c.  1732) fue un pintor barroco italiano especializado en la pintura de flores, por lo que sería conocido como Gasparo dei Fiori.

## Biografía
Discípulo, según Bernardo de' Dominici, del abate Andrea Belvedere y del francés Jean Baptiste Dubuisson (París 1660-Varsovia, 1735), introductor en Nápoles del estilo recargado y escenográfico de Jean-Baptiste Monnoyer y Franz Werner von Tamm, que será también característico de las composiciones florales, generalmente al aire libre, de López. Siguiendo el ejemplo de Dubuisson, que buscando mejorar su fortuna cambió con frecuencia de país, López viajó a Roma primero y luego a Venecia; de allí marchó a Prusia y Polonia, donde su pintura fue bien recibida y permaneció algún tiempo antes de retornar a Italia. En Florencia trabajó para el gran duque, para quien pintó cuadros de flores y paisajes y lo hizo su pintor. Hizo todavía un viaje más a Venecia donde según Dominici tuvo una disputa con un barquero que lo apuñaló por la espalda y murió a consecuencia de las heridas al poco de retornar a Florencia.
Pintor fecundo y refinado, composiciones florales de López se encuentran en el Palacio Real de Caserta y en el Palacio Real de Aranjuez. Tuvo como discípulo a Giacomo Nani.